# First Flight Airport
First Flight Airport (code IATA : FFA • code OACI : KFFA • code FAA : FFA) est un aéroport public situé à un mille marin (1,852 km) à l’ouest du quartier des affaires de Kill Devil Hills, une ville du comté de Dare en Caroline du Nord, aux États-Unis. L’aéroport appartient au service des parcs nationaux des États-Unis.  Il est inclus dans le Plan national des systèmes aéroportuaires intégrés pour 2011-2015, qui le classe comme une installation d'aviation générale . 
L'aéroport lui-même est célèbre pour avoir été le lieu de centaines d'expériences de vol à voile effectués par les frères Wright. Le Wright Brothers Monument, situé au sommet de la Kill Devil Hill, à proximité, est un pylône de granit de plus de 60 pieds rendant hommage aux frères Wright et au premier vol soutenu par l’air. La Centennial of Flight Commission Américaine a également choisi l'aéroport comme l'un des arrêts du National Air Tour de 2003. 

## Histoire
Le 17 décembre 1903, le premier vol d’avion à moteur plus lourd que l’air avec succès eut lieu ici, sous la direction des frères Wright.
Le 28 septembre 2024, un accident mortel a lieu sur le site. Un avion s'écrase et prend feu alors qu'il tentait d’atterrir, tuant les cinq personnes à son bord,.

## Installations
L'aéroport couvre une superficie de 40 arpents (16 ha ) à une altitude de 13 pieds (4 m) au- dessus du niveau moyen de la mer. Il a une piste désignée 3/21 avec une surface en asphalte de 3 000 x 60 pieds (914 x 18 m). Pour la période de 12 mois se terminant le 19 août 2009, l’aéroport comptait 38 120 opérations aériennes, soit une moyenne de 104 opérations par jour: 97% pour l’aviation générale, 3% en taxi aérien et <1% pour les forces armées 